# Phytometra suffusa
Phytometra suffusa là một loài bướm đêm trong họ Erebidae.